# سد برونخورستاسپرویت
سد برونخورستاسپرویت (به لاتین: Bronkhorstspruit Dam) یک سد در آفریقای جنوبی است که در خائوتنگ واقع شده‌است.